# 安太庠
安太庠（1932年—1996年），男，朝鲜族，朝鲜全罗南道人，中国古生物学及地层学家。曾任第六、七届全国人大代表。

## 生平
1956年，毕业于北京地质学院。后担任北京大学任教，博士研究生导师。中国古生物学会常务理事兼教育委员会主任。世界牙形石学会会员。1980年代初，当时的北京大学地质系安太庠教授举办了多期“牙形石培训班”，为来自全国各地石油、地质、高校和科研系统的地质和古生物工作者进行了有关牙形刺化石知识的培训。1988年，中国早古生代牙形石研究获国家教委科技进步一等奖。

## 学术贡献
在牙形石领域中发现新属11个、新种76个。为中国牙形石研究的最主要的开拓人，奠定了中国早古生代牙形石研究的基础。